# Tindoul de la Vayssière
Le tindoul de la Vayssière est un effondrement naturel spectaculaire de 25 mètres de long, 40 de large et 67 de profondeur (ou 47, selon les sources) situé sur le causse Comtal, dans la commune de Salles-la-Source, en Aveyron. « Tindoul » signifie en occitan aven, gouffre. Il a été formé par des rivières souterraines à l'origine de la cascade de Salles-la-Source, qui y ont sculpté de nombreuses galeries. La principale mesurerait 4 km, mais 2 ou 3 d'entre elles demeurent inaccessibles à ce jour.

## Toponymie
Le nom générique « tindoul » est issu d'une onomatopée suggérant la résonance du bruit des pierres qu'on jette dans un puits. On connaît d'autres appellations de puits ou de gouffres comme tintarelle, tombarelle, donde où le radical onomatopéique dod- rappelle le son de la cloche lorsque l'on y jette une pierre.

## Spéléométrie
Le développement de la cavité est de 2 365 m.

## Géologie
La cavité s'ouvre dans les calcaires et des dolomies du jurassique moyen et supérieur.

## Historique
Son exploration débute au XVIIIe siècle, alors que l'abbé Charles Carnus et son équipe descendent au fond du gouffre. Durant l'été 1892, une exploration est réalisée par Édouard-Alfred Martel et son cousin Gaupillat,,. Puis, en 1962, Francis Maurette et R. Veyrunes effectuent la première reconnaissance. Le Tindoul a été exploré notamment par Louis Armand qui y met en place un escalier métallique et Louis Balsan qui, en août 1949, réalise un cliché d'une galerie à sec qu'il considère comme son chef-d'œuvre. Les dernières découvertes sont effectuées par les plongeurs spéléologues,.